# NGC 3069
NGC 3069 est une galaxie lenticulaire située dans la constellation du Lion. NGC 3069 a été découverte par l'astronome irlando-danois John Dreyer en 1877. Cette galaxie a aussi été observée par l'astronome français Stéphane Javelle le 22 mars 1892 et elle a été ajoutée l'Index Catalogue sous la cote IC 580.

## Caractéristiques
Sa vitesse par rapport au fond diffus cosmologique est de 5 619 ± 24 km/s, ce qui correspond à une distance de Hubble de 82,9 ± 5,8 Mpc (∼270 millions d'al).

## Un trio de galaxies?

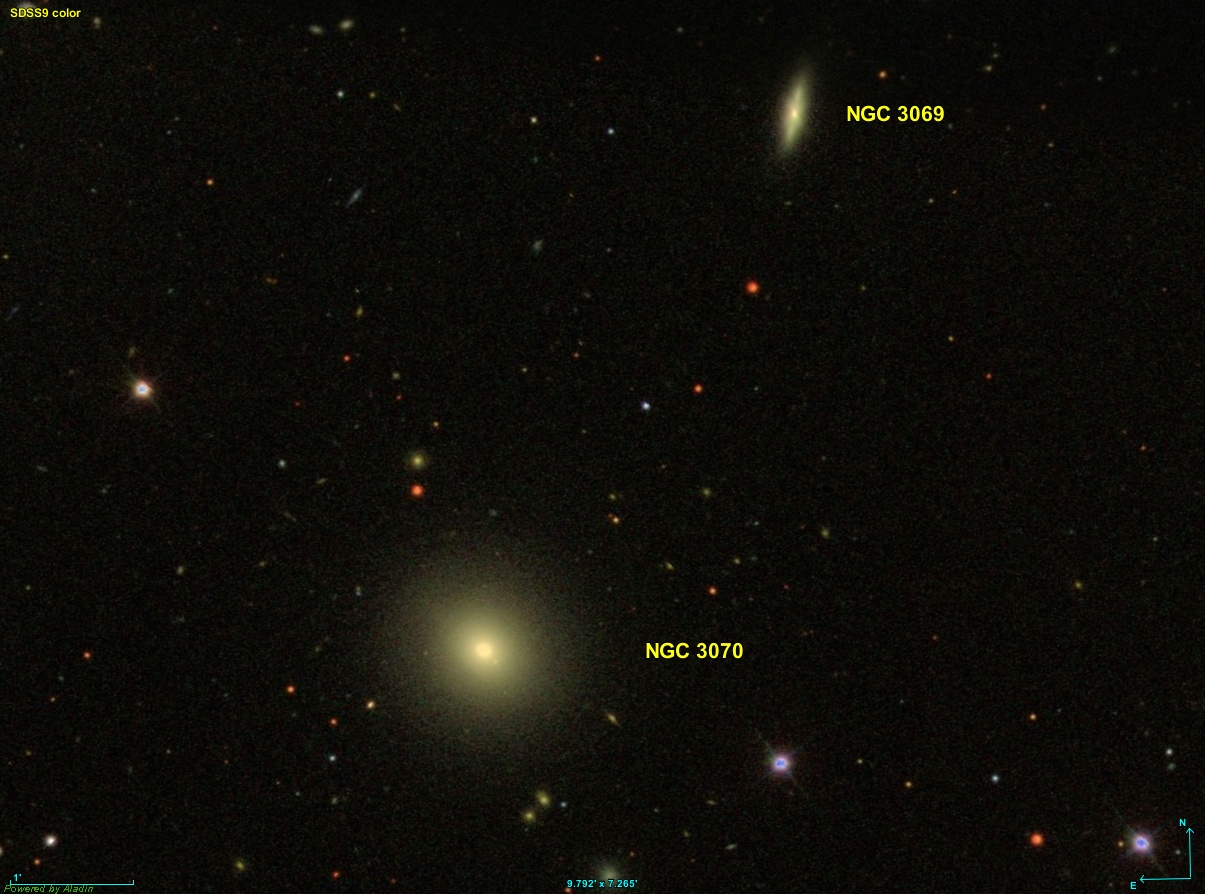
NGC 3069 et NGC 3070, une paire physique de galaxie.

Les galaxies NGC 3069 et UGC 5286 (notée 0948+0914 pour CGCG 0948.5+0914) sont dans la même région du ciel et selon l'étude réalisée par Abraham Mahtessian, elles forment une paire de galaxies. On doit cependant souligner que la galaxie NGC 3070 est à proximité de NGC 3069 et que sa distance de Hubble est de  qui la sépare de la Voie lactée est de 83,6 ± 5,8 Mpc (∼273 millions d'al), soit une différence d'environ 3 millions d'années-lumière avec la distance de NGC 3069. Il est très probable que NGC 3069 et NGC 3070 forment aussi une paire physique de galaxies. Ces trois galaxies formeraient donc un petit groupe de trois galaxies, une caractéristique qui est passée inaperçue dans l'étude de Mahtessian.